# Telenauta '69
Telenauta '69 è un programma televisivo italiano del 2000 di Italia 1, ideato e condotto da Lillo & Greg.

## Format
Il varietà, in onda per cinque puntate dal 2 al 30 maggio 2000, è un omaggio alla televisione italiana in bianco e nero degli anni 60 oltreché una parodia di quella dei primi anni 2000. Telenauta '69 nasce proprio dalla passione di Lillo & Greg per la tivù della loro infanzia, rifacendosi abbastanza esplicitamente alle atmosfere di programmi storici dell'epoca come Canzonissima.
Il programma è condotto dagli stessi Lillo & Greg, all'epoca noti come inviati de Le Iene e qui promossi per la prima volta a uno show tutto loro, insieme a Morena De Pasquale, quest'ultima in una sorta di «clone» di Mina. Il cast è completato da Mariano D'Angelo, Crescenza Guarnieri, Paola Minaccioni, Max Paiella e Francesca Zanni, che interpretano i vari segmenti comici. I Blues Willies si esibiscono invece, alla maniera dei complessi musicali più in voga dell'epoca quali Nomadi ed Equipe 84, in alcune canzoni umoristiche. Infine Giulia Boschi, la quale introduce le puntate nei panni della signorina buonasera, si rifà a sua madre Aba Cercato, vera annunciatrice dell'epoca.

## Descrizione

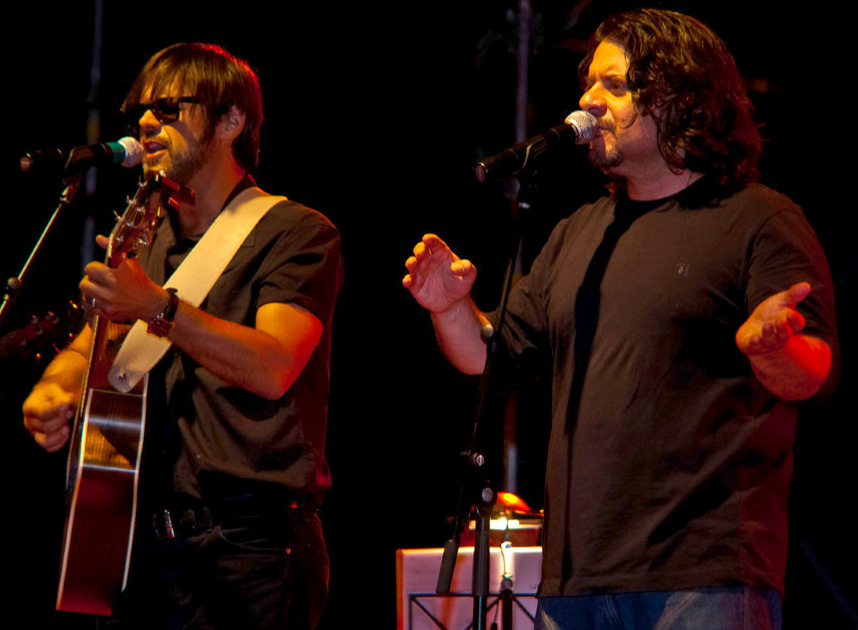
Lillo & Greg

Il programma vede al centro delle vicende Telenauta '69, un fittizio spettacolo musicale del sabato sera del 1969, condotto sul Primo Canale da Lillo & Greg assieme alla soubrette Morena. Lo show ha il suo maggior motivo d'interesse in una fantomatica invenzione, il Futurello, uno speciale telecomando che permette di viaggiare nel tempo e vedere così la TV del futuro, di cui però non sempre i conduttori degli anni 60 riescono a comprendere temi e situazioni.
La parte del programma ambientata nell'Italia del 1969 ricostruisce fedelmente i varietà dell'epoca nei principali aspetti, come l'utilizzo del bianco e nero e l'introduzione della signorina buonasera, la sigla e gli stacchetti del corpo di ballo nonché lo stile della regia e della conduzione; elementi ricorrenti di questa parte dello show sono le scenette comiche di Lillo & Greg, lo spazio musicale affidato al complesso beat dei Blues Willies, l'ospitata di un personaggio famoso a cui viene mostrato il proprio futuro e la recitazione, da parte di Greg, di alcune poesie del poeta russo Sergej Dinozoff.
I segmenti affidati ai salti temporali del Futurello propongono invece la parodia di vari programmi e pubblicità della televisione italiana a cavallo tra II e III millennio, prendendone di mira strutture, contenuti e conduttori, e raccontando così la «degenerazione dei palinsesti a venire» attraverso il raffronto col linguaggio sobrio ed elegante della TV del passato.